# Romaans kapiteel

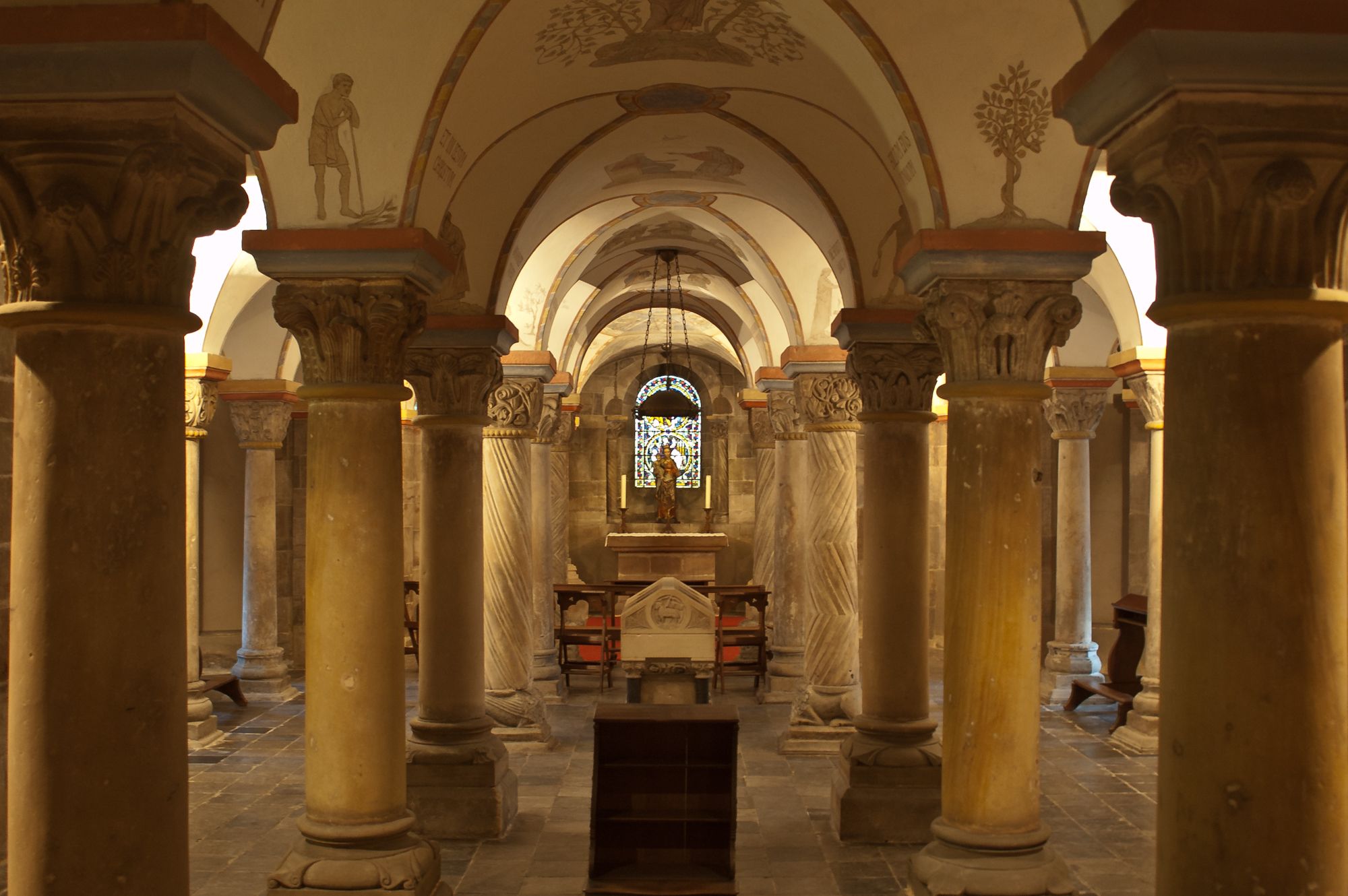
Romaanse kapitelen in de crypte van de Abdijkerk Rolduc

Een romaans kapiteel is een kopstuk van een zuil of pilaster uit de elfde of twaalfde eeuw met een romaanse versiering.
De volgende types kapitelen worden onderscheiden:
- Tektonisch kapiteel, met een eenvoudige geometrische vorm, soms rijk beschilderd
  - Teerlingkapiteel
  - Knorrenkapiteel
  - Trapeziumkapiteel
  - Korfkapiteel
  - Kelkkapiteel
- Bladwerkkapiteel, in de vorm van gestileerde bladeren
  - Knopkapiteel
- Iconisch kapiteel, waarop dieren of mensen zijn afgebeeld, soms in de vorm van een Bijbels, historisch of allegorisch tafereel

In Nederland zijn romaanse kapitelen onder andere te vinden in de Abdijkerk Rolduc in Kerkrade, en in de beide voormalige kapittelkerken in Maastricht. Vooral de Bijbelse en allegorische kapitelen in de kooromgang van de Onze-Lieve-Vrouwebasiliek en die in het westwerk van de Sint-Servaasbasiliek zijn beroemd.
In België zijn de romaanse kapitelen in het schip van de Onze-Lieve-Vrouwekathedraal in Doornik en die in de kloostergang van de Onze-Lieve-Vrouwebasiliek in Tongeren bekend. Laatstgenoemde kapitelen, evenals de romaanse kapitelen in Maastricht, Rolduc, Schwarzrheindorf en Eisenach worden gerekend tot het werk van een vermoedelijk Noord-Italiaans steenbeeldhouwersatelier, dat langere tijd gevestigd was in Maastricht, het zogeheten Heimo-atelier.